# Sheshet Benveniste
Sheshet Benveniste   (Narbona, 1131 - Saragossa, 1209) Sheshet ben Isaac ben Joseph Benveniste (va viure a la segona meitat del segle XII) va ser un metge i escriptor jueu francès. Igual que Isaac Benveniste, que se suposa que va ser el seu pare, va rebre el nom de "Nasi" (príncep). Segons una font, Al-Harizi el va anomenar el "pilar del món i la primera pedra de tots els pietistes". Malgrat haver nascut a Narbona la història el considera un metge barceloní.

## Biografia
Va rebre la seva educació a Narbona, el seu probable lloc de naixement; després va viure a Barcelona, i més tard a Saragossa, ciutat en la qual va morir cap al 1209. Es diu que deu la seva alta posició als seus coneixements d'àrab. Va practicar la medicina i va ser l'autor d'una obra mèdica, còpies manuscrites de la qual encara es conserven a Oxford i Múnic.

La seva reputació com a metge era tal que els pacients anaven llargues distàncies per consultar-lo, i es diu que alguns havien viatjat fins i tot des de Maguncia (per exemple, Solomon ben Hananel Benveniste, la generositat del qual és elogiada per Al-Ḥarizi, va tenir un talent poètic i va compondre diverses cançons litúrgiques. Fins i tot a la seva vellesa va seguir sent amic de la investigació lliure, com mostra el següent epigrama sobre Meïr Abulafia:
| « | <Et preguntes per què es diu "brillant" Encara que ell la llum tan barata; Perquè el capvespre anomenem: Per contrast de llenguatge, els pensaments s'aparellen.> | » |

Benveniste va dirigir una carta a la congregació de Lunel, en resposta a l'epístola d'Abulafia a aquesta congregació, en la qual s'expressa lliurement sobre el valor del "Yad ha-Ḥazaḳah" de Maimònides, perquè permetia als laics controlar els judicis dictats pels rabins. Va mantenir una viva correspondència amb Nasi Kalonymus ben Ṭodros i amb Levi ben Moses de Narbona, on també residia el seu germà Josep. Va perdre els seus tres fills en el seu millor moment.

També era conegut en els seus dies com el "profeta-ancià", un home "en el qual habitava l'esperit del Senyor". En un dels seus poemes descriu una visió que li va venir en somni: 
| « | <"Vaig veure un àngel dret davant meu; el seu esperit va venir a mi i vaig començar a profetitzar: Oh, tu que busques visions, escolta les meves paraules... el Senyor, que m'ha amargat l'ànima, ara és bo amb mi; ha dit que em respondrà en el meu temps d'angoixa.> | » |